# 스리티 자
스리티 자(힌디어: सृति झा, 1986년 2월 26일 ~ )는 인도의 배우이다.